# 8373 Стівенгулд
8373 Стівенгулд (8373 Stephengould) — астероїд головного поясу, відкритий 1 січня 1992 року.
Тіссеранів параметр щодо Юпітера — 2,587.
Названо на честь відомого американського палеонтолога Стівена Джея Гулда, англ. Stephen Jay Gould, (1941-2002).